# The Tiny Tour (Oxford Apollo)
The Tiny Tour es un VHS que contiene la quinta grabación en vivo de Erasure, registrada el 11 de noviembre de 1996 en el Oxford Apollo, Oxford, Inglaterra.

## VHS
1. Stop!
2. Sometimes
3. Take A Chance On Me (Anderson/Ulvaeus)
4. Victim of Love
5. A Little Respect
6. In My Arms
7. Always
8. Star
9. Fingers & Thumbs (Cold Summer's Day)
10. Stay With Me
11. Spiralling
12. Heart of Glass (Harry/Stein)
13. Sono Luminus
14. Who Needs Love Like That (Vince Clarke)
15. Oh L'Amour
16. Chains of Love
17. Chorus
18. Rock Me Gently
19. Love To Hate You

## Créditos
Todos los temas por (Clarke/Bell), excepto los indicados.

Coros: Jordan Bailey, Sam Smith

Director: Dick Carruthers

Productor: Azim Komo

Fotografía (Tapa, Foto de la banda): Peter Ashworth

Fotografía (Interior): Ian Stafford